# OHA-Narrenbruderschaft
Die OHA-Narrenbruderschaft (OHA) ist eine 1956 gegründete Narrenvereinigung in der schwäbisch-alemannischen Fasnet, deren Name sich nach den Anfangsbuchstaben der Gründungsmitglieder, den Narrenzünften aus Ostrach, Herbertingen und Altshausen, zusammensetzt. Die Bräutelzunft Scheer wurde am 14. Dezember 1968 aufgenommen. Die vier Mitgliedszünfte bilden gleichzeitig eine „Landschaft“ der Vereinigung Freier Oberschwäbischer Narrenzünfte  (VFON).

## Geschichte
Die OHA-Narrenbruderschaft wurde am 6. Januar 1956 im „Dreikönig“ in Bad Saulgau gegründet. Die Dorauszunft Saulgau stellte sich dabei als Gründungspate zur Verfügung. Beteiligt waren für
- Ostrach: Zunftmeister Max Schmitt
- Herbertingen: Zunftmeister Alois Fischer
- Altshausen: Zunftmeister Fritz Maier
- Saulgau (Pate): Zunftmeister Karl Teufel

Das erste OHA-Treffen fand 1956 in Ostrach statt.

## Struktur und Zielsetzung
Der OHA-Bruderschaft gehören mit der Bauzemeckzunft Ostrach, der Narrenzunft Herbertingen, der Narrenzunft Altshausen und der Bräutelzunft Scheer vier Narrenzünfte aus Oberschwaben an. Das jährliche OHA-Treffen findet immer am Sonntag vor der Hauptfasnet statt.
Die letzten Treffen fanden an folgenden Wochenenden statt:
10. - 12.02.2012 Ostrach 

01. - 03.02.2013 Altshausen 

21. - 23.02.2014 Scheer 

06. - 08.02.2015 Herbertingen 

29. - 31.01.2016 Ostrach, 60. OHA-Treffen 

17. - 19.02.2017 Altshausen 

02. - 04.02.2018 Scheer 

22. - 24.02.2019 Herbertingen 

14. - 16.02.2020 Ostrach 

05. - 07.02.2021 Altshausen, (abgesagt) 

18. - 20.02.2022 Altshausen, 66 Jahre OHA-Bruderschaft, (abgesagt) 

10. - 12.02.2023 Scheer 

## Mitgliedszünfte
| Ort          | Zunft                          | Narrenruf                | Figuren                                                          | Commons |
| ------------ | ------------------------------ | ------------------------ | ---------------------------------------------------------------- | ------- |
| Ostrach      | Bauzemeckzunft Ostrach e. V.   | Bauze-meck!              | - Bauzemeck - Riedblätzle - Seerose - Riedhexen                  | Commons |
| Herbertingen | Narrenzunft Herbertingen e. V. | It heina s’geit a Fasnet | - Weckazwinger - Strohbutzen - Schrättele - Büttel - Zunftbruder | Commons |
| Altshausen   | Narrenzunft Altshausen e. V.   | O-Ha!                    | - Lätsch'Vere - Hexen - Schindele - Hopfenweible                 | Commons |
| Scheer       | Bräutelzunft Scheer e. V.      | Zi-U!                    | - Bräutler - Rußler - Mußbrenner                                 | Commons |